# Franciszek Borgiasz Mackiewicz
Franciszek Borgiasz Mackiewicz (Bazalija, 14 ottobre 1765 – Kam"janec'-Podil's'kyj, 13 gennaio 1842) è stato un vescovo cattolico polacco.

## Biografia
Fu vescovo di Kam"janec'-Podil's'kyj dal 1815 alla morte.

## Genealogia episcopale e successione apostolica
La genealogia episcopale è:
- Cardinale Scipione Rebiba
- Cardinale Giulio Antonio Santori
- Cardinale Girolamo Bernerio, O.P.
- Vescovo Claudio Rangoni
- Arcivescovo Wawrzyniec Gembicki
- Arcivescovo Jan Wężyk
- Vescovo Piotr Gembicki
- Vescovo Jan Gembicki
- Vescovo Bonawentura Madaliński
- Vescovo Jan Małachowski
- Arcivescovo Stanisław Szembek
- Vescovo Felicjan Konstanty Szaniawski
- Vescovo Andrzej Stanisław Załuski
- Arcivescovo Adam Ignacy Komorowski
- Arcivescovo Władysław Aleksander Łubieński
- Vescovo Andrzej Stanisław Młodziejowski
- Arcivescovo Kasper Kazimierz Cieciszowski
- Vescovo Franciszek Borgiasz Mackiewicz

La successione apostolica è:
- Vescovo Michał Piwnicki (1827)